# Bloomington (filme)
Bloomington é um filme independente de drama romântico norte-americano de temática lésbica escrito e realizado por Fernanda Cardoso, que conta a história de amor entre uma jovem aluna e uma professora.

## Elenco[4]
- Allison McAtee - Catherine
- Sarah Stouffer - Jacqueline "Jackie" Kirk
- Katherine Ann McGregor - Lilian
- Erika Heidewald - Sandy
- Ray Zupp - Zach
- J. Blakemore - Wade

## Produção
Foi filmado em Indianápolis, Indiana e Los Angeles, Califórnia.

## Recepção
O site de mídia lésbica AfterEllen.com chamou Bloomington de "sexy e excêntrico" e "pequeno drama fantástico". A revisão observa que "Comparado a outros romances entre professora e aluna que vimos na tela de lésbicas, incluindo Mädchen in Uniform e o mais recente Loving Annabelle, isso é muito mais franco", o que significa que Jackie é uma adulta legal.
O site queer Autostraddle lista o filme entre os filmes "ok" que estão sendo transmitidos e postula: "É possível que o filme inteiro tenha sido filmado no condomínio de alguém".

## Prémios[7]
- Melhor prestação feminina - North Carolina Gay & Lesbian Film Festival
- Director's Spotlight - Vancouver Queer Film Festival
- Melhor realizador - Indianapolis LGBT Film Festival
- Opening Night Feature - Barcelona Gay & Lesbian Film Festival
- Centerpiece Gala Selection - Reelout Queer Film + Video Festival